# Břevnov
Břevnov (niem. Břewniow lub Brzewnow, 1939–1945 Breunau) – część Pragi leżąca w dzielnicy Praga 6, na lewym brzegu Wełtawy. W 2006 zamieszkiwało ją 24 482 osób.
Na jej terenie znajduje się klasztor břevnovski, Cmentarz Břevnovski oraz Centralny Szpital Wojskowy (ÚVN).